# Christianus Carolus Henricus van der Aa

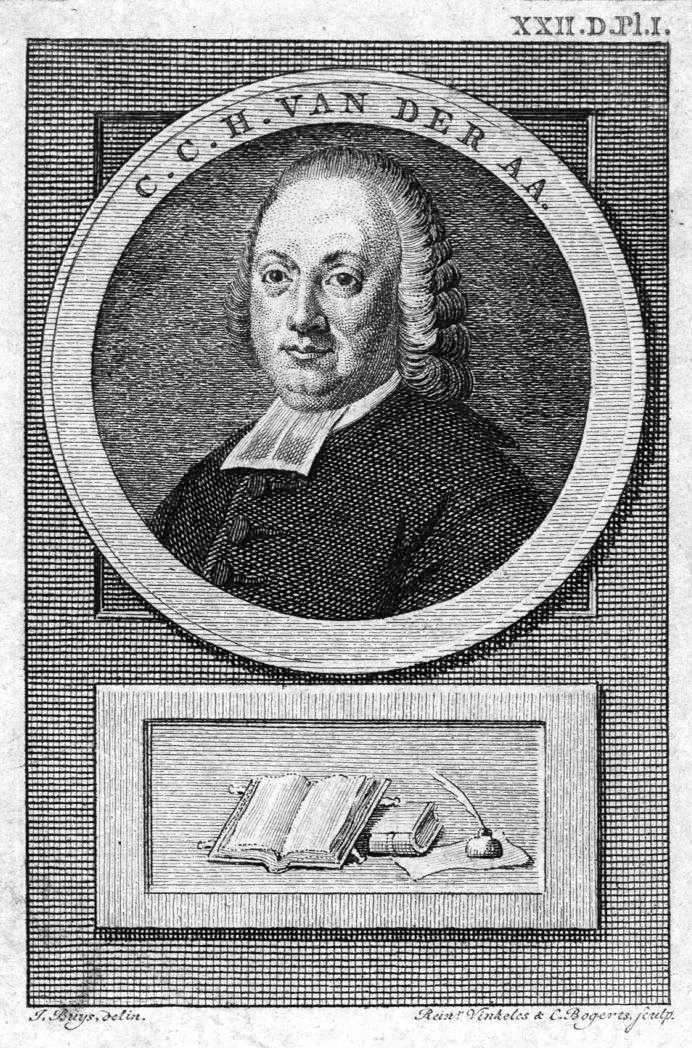
Christianus Carolus Henricus van der Aa (Reinier Vinkeles und Cornelis Bogerts)

Christianus Carolus Henricus van der Aa (* 25. August 1718 in Zwolle; † 23. September 1793 in Haarlem) war ein niederländischer lutherischer Theologe.

## Leben
Christianus Carolus Henricus van der Aa war der Sohn des in Zwolle wirkenden Predigers Balduin van der Aa († 1741) und dessen Frau. Er studierte in Leiden und ab 1737 in Jena Evangelische Theologie. Am 22. März 1739 wurde er lutherischer Prediger in Alkmaar und danach am 12. August 1742 in Haarlem. Am 16. Oktober 1742 ging er eine Ehe mit Catharina Koopman ein.
Van der Aa war bis zu seinem Tod in Haarlem tätig, genoss als Prediger hohes Ansehen und zog sogar Zuhörer aus anderen Kirchengemeinschaften an. In seinen frühen Jahren soll er aber zu theatralisch gepredigt haben und seine Mahnreden seien fast ausschließlich den gebildeteren Mitgliedern seiner Gemeinde gewidmet gewesen. An der Gründung der Niederländischen Gesellschaft der Wissenschaften (Hollandsche Maatschappij van Wetenschappen) 1752 in Haarlem war er beteiligt und wurde deren erster ständiger Sekretär. Auch verfasste er zu deren Berichten mehrere Artikel über Naturgeschichte. 1772 wurde sein Porträt durch Houbraken nach einer von Marinkelle gefertigten Miniatur graviert. Ein Jahr vor seinem Tod (1792) feierte er sein 50-jähriges Amtsjubiläum als Prediger zu Haarlem, worauf einer der besten niederländischen Künstler, Johann Georg Holtzhey, eine Gedenkmünze fertigte.
Die Predigten van der Aas, die sich durch große Beredsamkeit auszeichnen, wurden zwischen 1747 und 1792 gedruckt. Seine Arbeiten zur Naturkunde erschienen 1798 in Algemeene Vaderlandsche Letterœfeningen.

## Werke
- Verhandelingen over den aart van het gebed, in 32 bedestonden. Haarlem 1747, 2. Druck 1793.
- Een-en-twintig Predikatiën over gewigtige onderwerpen. Haarlem 1748, 2. Druck 1784.
- Onderzoek der hoofdoogmerken van onzen Heer J.C., in eenige der voornaamste gevallen zijns levens. Haarlem 1755,  2. Druck 1793.
- Vier Predikatiën gehouden te Schiedam, bij gelegenheid van de oprigting dier gemeente enz. Haarlem 1758, 8o., 2e druk 1793.
- De Mensch als Gods beeld beschouwd. Haarlem 1769.
- Leerrede over II. Cor. V. vs. 20: ter bevestiging van Ds. P.A. Hulsbeek. Haarlem 1784.
- Aanspraak in het Luthersche Weeshuis te Haarlem, den 20 Januarij 1789, bij de viering der vijftigste verjaring van dat Godshuis.
- De vereischte van ware godsvrucht, om Gods beeld op aarde te wezen. Haarlem 1792.
- 's Menschen ingang tot heerlijkheid, om in het toekomende leven Gods beeld in volkomenheid te wezen. Haarlem 1792, 3 Bde.
- Leerrede over II Petri I. vs. 12-14, ter gedachtenis van zijnen 50jarigen Predikdienst bij de gemeente te Haarlem. 1792.